# Блотницька волость
Блотницька волость — адміністративно-територіальна одиниця Прилуцького повіту Полтавської губернії з центром у селі Блотниця.
Станом на 1885 рік — складалася з 8 поселень, 15 сільських громад. Населення 6388 осіб (3170 чоловічої статі та 3218 — жіночої), 856 дворових господарств.
|                     | Площа, десятин | У тому числі орної, десятин |
| ------------------- | -------------- | --------------------------- |
| Сільських громад    | 5395           | 4028                        |
| Приватної власності | 4107           | 2699                        |
| Іншої власності     | 102            | 83                          |
| Загалом             | 9604           | 6810                        |

Основні поселення волості:
- Блотниця — колишнє державне та власницьке село при річці Лисогір за 55 верст від повітового міста, 2000 осіб, 340 дворів, православна церква, школа, 5 постоялих будинків, 3 лавки, водяний і 15 вітряних млинів, 6 маслобійних заводів.
- Довгалівка — колишнє державне та власницьке село при річці Лисогір, 1100 осіб, 175 дворів, православна церква, школа, 2 постоялих будинки, кузня, 15 вітряних млинів і 4 маслобійні.
- Юрківці — колишнє державне та власницьке село при річці Лисогір, 1200 осіб, 194 двори, православна церква, школа, постоялий будинок, 2 лавки, кузня, 17 вітряних млини, 3 маслобійних заводи.